# The Big Machine
| Recensione | Giudizio |
| ---------- | -------- |
| AllMusic   |          |

The Big Machine è il quarto album discografico in studio dell'artista francese Émilie Simon, pubblicato nel 2009.

## Il disco
Il disco è stato registrato in parte a New York con Mark Plati e in parte a Montréal.
Esso non contiene canzoni in lingua francese, eccezion fatta per alcuni frammenti interni a qualche brano, per il resto è completamente in inglese.
All'album hanno collaborato come coautori l'inglese Graham Joyce (in 5 tracce) e il cantautore faroese Teitur Lassen (in una traccia).
Due sono stati i brani estratti dal disco e pubblicati come singoli: Dreamland (giugno 2009) e Rainbow (novembre 2009).

## Tracce
Musica e testi di Émilie Simon, eccetto dove indicato.
1. Rainbow – 4:19 (testo: Émilie Simon, Graham Joyce)
2. Dreamland – 4:15
3. Nothing to Do with You – 2:54 (testo: Simon, Joyce)
4. Chinatown – 3:13
5. Ballad of the Big Machine – 5:46
6. The Cycle – 4:12
7. Closer – 3:55
8. The Devil at My Door – 5:02
9. Rocket to the Moon – 3:25 (testo: Teitur Lassen)
10. Fools Like Us – 3:22 (testo: Simon, Joyce)
11. The Way I See You – 3:29 (testo: Simon, Joyce)
12. This Is Your World – 3:19 (testo: Simon, Joyce)

## Formazione
- Babyface - tastiere, programmazioni, chitarra, basso, voce
- Toni Braxton - voce
- Daryl Simmons - percussioni
- Antonio Dixon - percussioni
- The Rascals - tastiere
- Demonte Posey - tastiere

## Classifiche
| Classifica (2009) | Posizione raggiunta |
| ----------------- | ------------------- |
| Francia           | 8                   |